# Digital Cinema Package
DCP – (ang. Digital Cinema Package) – Pakiet Kina Cyfrowego – jest to zbiór plików cyfrowych używany do przechowywania i przekazywania strumieni audio i wideo oraz innych danych na potrzeby kina cyfrowego (ang. Digital Cinema, DC).
Termin ten został zdefiniowany przez Digital Cinema Initiatives (DCI, LLC) w rekomendacji dotyczącej zawartości pakietu dla kina cyfrowego.
W praktyce DCP składa się z plików MXF (Material eXchange Format) zawierających osobne strumienie audio i wideo oraz z kilku pomocniczych plików indeksu w formacie XML (Extensible Markup Language).
Dane zawarte w plikach MXF są zazwyczaj skompresowane, zakodowane i zaszyfrowane w celu zmniejszenia ilości wymaganej pamięci dyskowej i zabezpieczeniu przed niedozwolonym użyciem. W przypadku plików zaszyfrowanych do odtworzenia materiału niezbędny jest dostarczony osobno plik klucza.
Strumień wideo składa się z sekwencji stałych obrazów skompresowanych w standardzie JPEG 2000. Audio jest przechowywane jako liniowy PCM (PCM to najpopularniejsza metoda reprezentacji sygnału analogowego w systemach cyfrowych).
Najnowszy standard – SMPTE – został stworzony w celu dostosowania systemu do uwag i zaleceń producentów i dostawców sprzętu.

## Specyfikacja techniczna

### Obraz
Obraz może być przechowywany w jednej lub wielu „szpulach” (ang. reel – bęben) odpowiadających jednemu lub wielu plikom MXF.
Każda „szpula” zawiera obraz zapisany w zależności od wykorzystanego kodera jako JPEG2000 lub MPEG-2. MPEG-2 nie jest jednak już kompatybilny ze standardem DCI. Obecnie JPEG2000 jest jedynym akceptowanym standardem kompresji.
- Dopuszczalna liczba klatek na sekundę (fps):
  - SMPTE (JPEG 2000)
    - 24, 25, 30, 48, 50, oraz 60 fps dla rozdzielczości 2K
    - 24, 25, oraz 30 fps dla rozdzielczości 4K
    - 24 i 48 fps dla rozdzielczości 2K w trybie stereoskopowym (3D)

  - MXF Interop – JPEG 2000 (starszy)
    - 24 and 48 fps dla rozdzielczości 2K (MXF Interop może być zapisany jako 25 fps jednak w tym przypadku kompatybilność nie jest gwarantowana)
    - 24 fps dla rozdzielczości 4K
    - 24 fps dla rozdzielczości 2K w trybie stereoskopowym (3D)

  - MXF Interop – MPEG-2 (starszy)
    - 23.976 oraz 24 fps dla rozdzielczości 1920×1080
- Maksymalny rozmiar klatki to 2048×1080 dla 2K, oraz 4096×2160 dla 4K. Najczęstsze rozmiary to: Głębia kolorów: 12 bitów dla piksela (36 bitów dla obrazu)
  - SMPTE (JPEG 2000)
    - Kaszeta (Flat): 1998×1080 lub 3996×2160, proporcje: ~1.85:1
    - Panorama (Scope): 2048×858 lub 4096×1716, proporcje: ~2.39:1
    - HDTV: 1920×1080 lub 3840×2160, proporcje: 16:9 (rozdzielczość ta nie została zdefiniowana w specyfikacji DCI, jednak jest z nią zgodna w sekcji 3.2.1.2).
    - Pełna (Full): 2048×1080 lub 4096×2160

  - MXF Interop – MPEG-2 (starszy)
    - Pełna klatka (Full Frame): 1920×1080, proporcje: 16:9
- Przestrzeń kolorów: XYZ
- Maksymalny strumień danych to 245 Mbit/s (1.3 MB dla klatki przy prędkości 24. klatek na sekundę)

### Pliki dźwiękowe
Dźwięk analogicznie do obrazu przechowywany jest w „szpulach” (MXF), których liczba i długość jest zgodna z plikami obrazu. W przypadku pakietów wielojęzycznych, dołączane są dodatkowe pliki zawierające oddzielną ścieżkę dźwiękową w odpowiednim języku. Każdy plik zawiera dźwięk zapisany jako liniowy PCM.
- częstotliwość próbkowania to 48 000 lub 96 000 próbek na sekundę
- rozmiar próbki: 24 bity
- mapowanie linearne
- maksymalnie 12 niezależnych kanałów
- kontener: WAV
- Plik mapy zawartości (ASSETMAP) zawiera listę wszystkich plików zawartych w DCP, zapisaną w formacie XML

### Plik listy odtwarzania
Definiuje kolejność odtwarzania i synchronizację plików audio i wideo. Kolejność ta zapisana jest w formacie XML a odpowiednie pliki identyfikowane są poprzez ich numery UUID.

### Plik sum kontrolnych.
Wszystkie pliki zawarte w pakiecie posiadają obliczoną sumę kontrolną, ich lista przechowywana jest w tym pliku w formacie XML. Suma kontrolna wykorzystywana jest w celu sprawdzenia przez serwer czy któryś z plików pakietu nie został uszkodzony lub zmieniony. Niezgodność sumy kontrolnej pliku z wartością zapisaną uniemożliwi wgranie pakietu na serwer kina cyfrowego.

### Plik indeksu woluminu (VOLINDEX)
Pojedynczy DCP może być zapisany na więcej niż jednym nośniku. Plik VOLINDEX zawiera informację o liczbie i kolejności nośników zawierających pojedynczy pakiet, mogą to być na przykład dyski twarde.